# Raijin
Raijin (雷神) es el dios shinto de los truenos y rayos en la mitología japonesa. Su nombre deriva de los kanjis japoneses kaminari (雷, trueno) y shin (神, dios). 
Suele ser representado junto a Fūjin, el dios del viento.

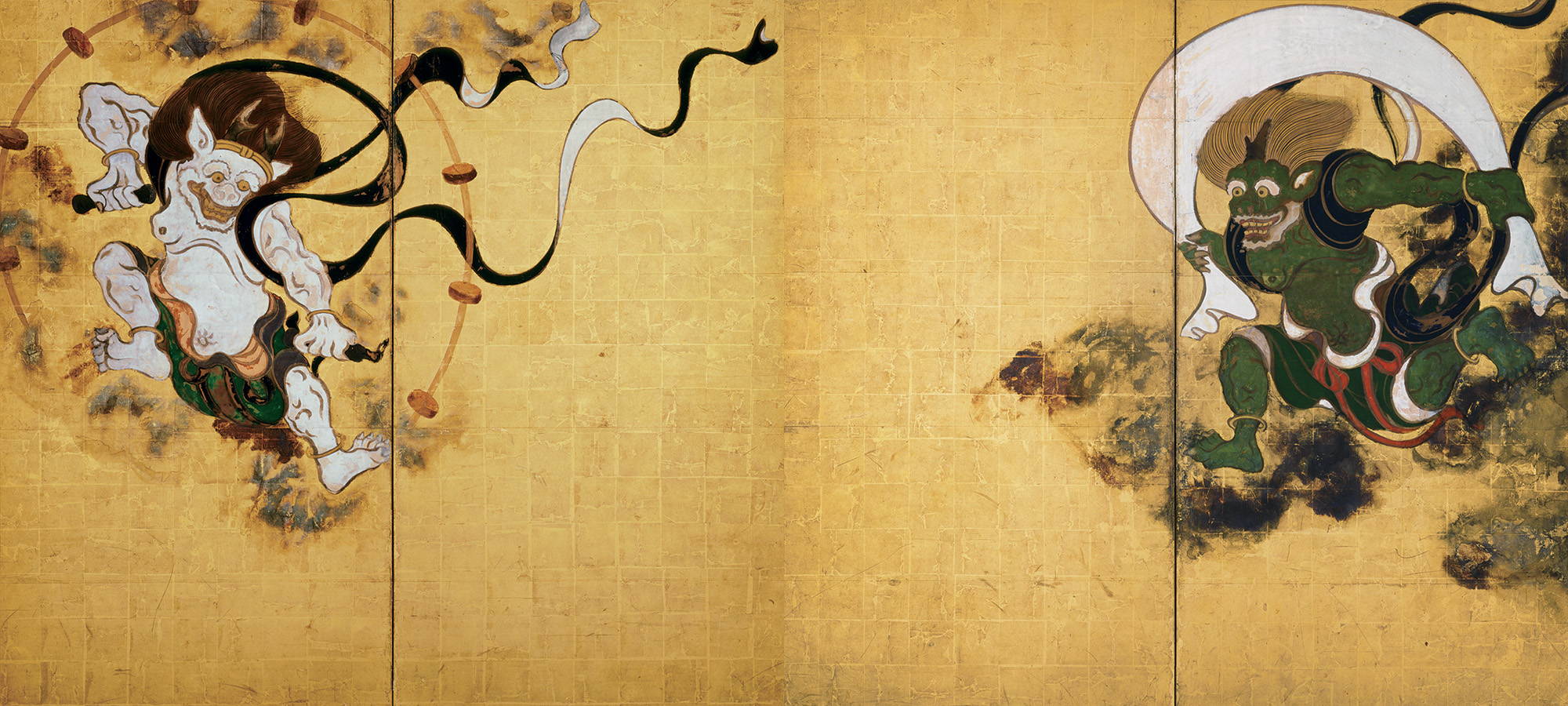
Raijin (izquierda) junto a Fūjin (derecha).

También es conocido por otros nombres:
- Kaminari-sama: kaminari (雷, Trueno) y -sama (様, una partícula honorífica)
- Raiden-sama: rai (雷, Trueno), den (電, Electricidad), y -sama
- Narukami: naru (鳴, Crepitar) y kami (神, Dios)

Normalmente aparece como un oni tocando un tambor (taiko) para crear truenos. Las creencias tradicionales atribuyen el fracaso de los mongoles en su intento de invadir Japón en 1274 a una tormenta llamada normalmente kamikaze (神風、viento divino) creada por él.

## En la cultura popular
- Raijin ha entrado en la cultura occidental (más bien en la cultura pop) con el juego de acción Mortal Kombat donde aparece un personaje basado en Raijin (llamado Raiden). Éste es el personaje protector del reino Earthrealm.

También aparece en otros contextos como la película Golpe en la Pequeña China junto a otros dioses orientales.
▪️En el videojuego Bleach brave souls existe un personaje que representa al Dios del trueno llamado Kaien Shiba quien porta la vestimenta y tambores de este Dios Japonés. 
- Raijin ha tenido diversos enfrentamientos con el dios del viento, Fujin, cuyas peleas se han visto simbolizadas en varios mangas como Naruto (en el cual está su símbolo en el sharingan), o Yaiba. En uno de sus enfrentamientos, Fujin le cortó el brazo derecho a Raijin.

- En el manga One Piece aparece un enemigo que representa a Raijin llamado Enel, quien se autoproclama Dios en una isla sobre las nubes llamada Skypiea.

- También está Raiden, protagonista del videojuego Metal Gear Solid 2: Sons of Liberty y como ciborg ninja en Metal Gear Solid 4: Guns of the Patriots.

- En Final Fantasy VIII, Raijin y Fujin son los seguidores de Seifer Almasy, el rival del personaje principal, y hay que enfrentarlos en un par de ocasiones.

- En Pokémon existe un Pokémon legendario basado en él e introducido en la quinta generación, Thundurus.

- En el juego de SEGA Shining Force II, el personaje Slade adquiere dos habilidades mágicas una vez ascendido de ladrón a ninja. Una de ellas se llama Raijin, un derivado de la magia tradicional de relámpago, pero más poderosa.

- En el manga Hajime no Ippo el rival de Ippo Makunochi, Ichiro Miyata es apodado "El Dios del Rayo".

- En el videojuego Silent Hill 3 uno de los trajes desbloqueables para la protagonista Heather Mason es un traje llamado "Dios del Trueno", el cual en cuanto a diseño y nombre es una clara referencia a Raijin.

- En la trilogía Las Guerras del Loto, Raijin aparece en el tercer libro como un personaje de peso.

- En el videojuego Fire Emblem Fates, el hermano mayor del avatar, Ryoma, porta la espada sagrada Raijinto, un arma de gran poder que desprende electricidad con cada tajo.

- En el MOBA Smite es un personaje elegible a partir de la tercera temporada del videojuego.

- En la franquicia Yu-Gi-Oh! existen varias Cartas de Monstruo que aluden a Raijin, tales como "Nyan Nyan Trueno" (cuyo nombre original es "Raiden Nyan Nyan"), "Artistamigo Truenorrino", "Raiden, Mano Luminosa", "Raidjin Invokado" o "Ataque Kaminari", cuyo nombre original es "Ira de Raijin".

- En el videojuego Megaman Battle Network, hay un NetNavi (ThunderMan) inspirado en Raijin. También hay un enemigo (Twisty) que lanza otro enemigo (Remobit) con símbolos parecidos a Migi Hitotsudomoe (Single Right Tomoe en inglés. Literalmente Tomoe único a la derecha), el cual también lanza rayos eléctricos.

- En el videojuego Kirby Star Allies, la enemiga de Kirby Zan Partizanne (posteriormente aliada) usa magia de rayo. Uno de sus ataques es sacar unos tambores de rayos capaz de tirar orbes de electricidad o un rayo cargado, como referencia a Raijin.

- En el anime [Inazuma Eleven Orion No Kukuin], Endou Mamoru es capaz de ejecutar la súper técnica "Fujin, Raijin, Ghost"

- En el videojuego War Robots, este dios es representado como un robot del tipo tanque de clase pesado que tiene dos anclajes para armas pesadas y un escudo físico que solo se puede usar cuando su habilidad "Bastion Mode" es activado. Cuando el robot alcanza el nivel máximo 12 Mark 2, el robot tiene 300600 puntos de durabilidad, mientras que su escudo físico alcanza los 204100 puntos de durabilidad.

- En el videojuego Monster Hunter Rise, el monstruo Narwa de trueno representa a este dios y su contraparte, el monstruo Ibushi de viento representa a "Fujin". En dicho videojuego ambos monstruos están considerados dragones ancianos.

- En el videojuego Genshin Impact, la Shogun Raiden es la deidad del trueno que gobierna Inazuma, un país fuertemente inspirado en el Japón feudal.

- En Inazuma Eleven Ares, Mark Evans desarrolla una nueva supertécnica llamada Mega Manos Mágicas, la cual es representada por dos avatares de Fujin y Raijin.